# Комік шоу тур «Блакитні комірці»
Комік шоу тур «Блакитні комірці» — комедійний фільм 2003 року.

## Сюжет
Чотири знаменитих коміки з шоу «Блакитні комірці» їдуть в гастрольний тур по Америці. Цілий місяць вони веселять глядачів і веселяться самі, приколюються зі сцени, за лаштунками і в своєму автофургоні. Цілий місяць людина з камерою йде за ними по п'ятах — не пропускає жодного жарту зірок-коміків. З 50 годин знятого матеріалу вийшло півтори години хуліганського, нахабного, пустотливого і гомерично смішного шоу.